# Philicus
Philicus is een kevergeslacht uit de familie van de boktorren (Cerambycidae). De wetenschappelijke naam van het geslacht werd voor het eerst geldig gepubliceerd in 1883 door Pascoe.

## Soorten
Philicus omvat de volgende soorten:
- Philicus griseipennis Breuning, 1948
- Philicus bicolor Breuning, 1976
- Philicus dialloides Pascoe, 1883
- Philicus discomaculicollis Breuning, 1961
- Philicus floresicus Gilmour & Breuning, 1963
- Philicus griseoguttatus Breuning, 1959
- Philicus ochreoguttatus Breuning, 1939
- Philicus rotundipennis Breuning, 1939
- Philicus strandi Breuning, 1939
- Philicus trifasciatus (Aurivillius, 1927)